# 뉴욕 징병거부 폭동
뉴욕 징병거부 폭동(New York City draft riots)은 1863년 7월 13일부터 7월 16일까지 뉴욕의 로어 맨해튼에서 일어난 일련의 폭력적인 사건이었다.  이 폭동들은 새로운 법률과 행복하지 않았던 많은 백인 노동자 계층들에 의하여 일으켜졌다.  이 법률들은 육군에 입대하여 남북 전쟁에서 싸우는 데 남성에게는 의무화했다.
이 폭동들은 아직도 미국 역사상 가장 크고 가장 인종적으로 기소된 도시 방해 혐의로 알려졌다.  폭도들의 대부분은 아일랜드계 미국인 노동자 계층들이었다.  그들은 남북 전쟁에서 싸우고 싶지 않았다.  그들은 또한 부자들이 징병되는 것을 피하는 데 300 달러를 낼 수 있던 것에 화가 나기도 했다.  이 양은 그 당시 많은 돈이었다.  전형적인 노동자들은 하루에 1 달러 혹은 2 달러를 벌었다.
처음에 시위들은 징병제에 관한 것들이었다.  그러나 그들은 빠르게 흑인들에 공격들로 전향하였다.  백인 폭도들은 도시 전체에 흑인들과 그들의 집들을 공격하였다.  사망자의 공식적인 수는 대략 119명 혹은 120명이었다.  도시는 존 E. 울 소령이 계엄령을 선언하는 데 자신이 충분한 군대가 없었던 것으로 너무 혼란스러웠다.  
군인들은 폭동의 두번째 날까지 도착하지 않았다.  그때쯤에 화가 난 군중들은 이미 많은 공공 건물들을 파괴하거나 손해를 입혔다.  그들은 또한 2개의 교회들, 노예제를 끝내는 것을 지지한 자들의 집들 그리고 많은 흑인들의 집들을 공격하였다.  유색인 고아원은 땅바닥으로 불타버렸다.  폭동 후에 많은 흑인 거주민들은 맨해튼을 떠났으며 많은 그들은 브루클린으로 이주하였다.  1865년 쯤에 맨해튼에서 흑인들의 수는 1820년 이래 가장 낮은 수준이었다.

## 배경

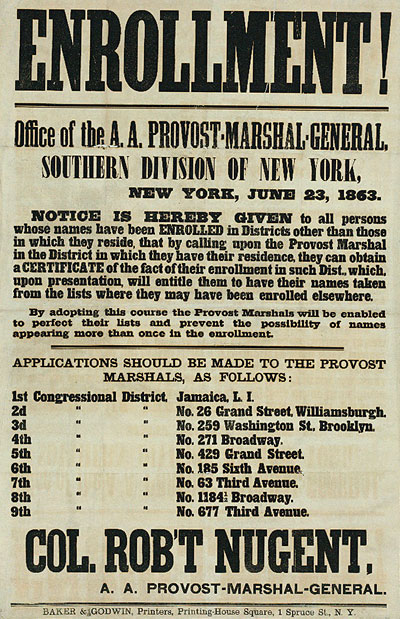
1863년 6월 북군을 위한 징병제로 연방 정부에게 권위를 부여한 입대법을 위하여 뉴욕에 붙여진 모집 광고

뉴욕의 경제는 남부의 주들에 밀접하게 연관되어 있었다.  1822년 그 수출품들 중의 거의 절반은 목화 운송이었다.  또한 업스테이트의 공장들은 제조업을 위하여 목화를 사용하였다.  이 강한 기업 관계 때문에 뉴욕에서 어떤 주민들은 남부를 지지하였다.
뉴욕은 또한 이민자들을 위하여 인기있는 장소이기도 했다.  1840년대와 1850년대에 많은 이민자들은 아일랜드와 독일에서 왔다.  1860년 쯤에 뉴욕 인구의 대략 25 퍼센트는 독일 출신이었다.  그 많은이들은 영어를 하지 않았으며 당시 신문들은 가끔 흑인들을 안좋아 보이게 만든 기사들을 썼다.  그들은 또한 평등을 원하는 흑인들을 조롱하였다.
민주당은 이민자들이 투표할 수 있도록 그들이 미국 시민이 되는 도움을 주는 일을 했다.  그들은 특히 아일랜드 이민자들에게 용기를 주었다.  1863년 3월 미국 의회는 입대법을 통과시켰다.  이 법률은 미국에서 첫 징병을 시작하였다.  뉴욕에서 새로운 시민들은 이제 군대에 입대하는 데 기대되었다.  흑인들은 자신들이 시민들로서 보이지 않았기 때문에 징병에서 포함되지 않았다.
1863년 1월 노예 해방 선언은 또한 뉴욕에서 많은 백인 노동자 계층들을 걱정하게 만들었다.  그들은 해방된 노예들이 도시로 이주할 것 같은 위협을 느꼈다.  이것은 직업을 위한 더욱 경쟁을 의미할 것이었다.  거기에는 1850년대 이래 흑인과 백인 노동자들 사이에 이미 문제들이 있었다.  이것은 특히 그들이 저임금 직업들을 위하여 경쟁했던 부두들에서 진실이었다.  1863년 3월 부두 노동자들은 대략 200명의 흑인 남성들을 공격하였으며 그들과 일하는 데 거부하였다.

## 폭동들이 시작되며

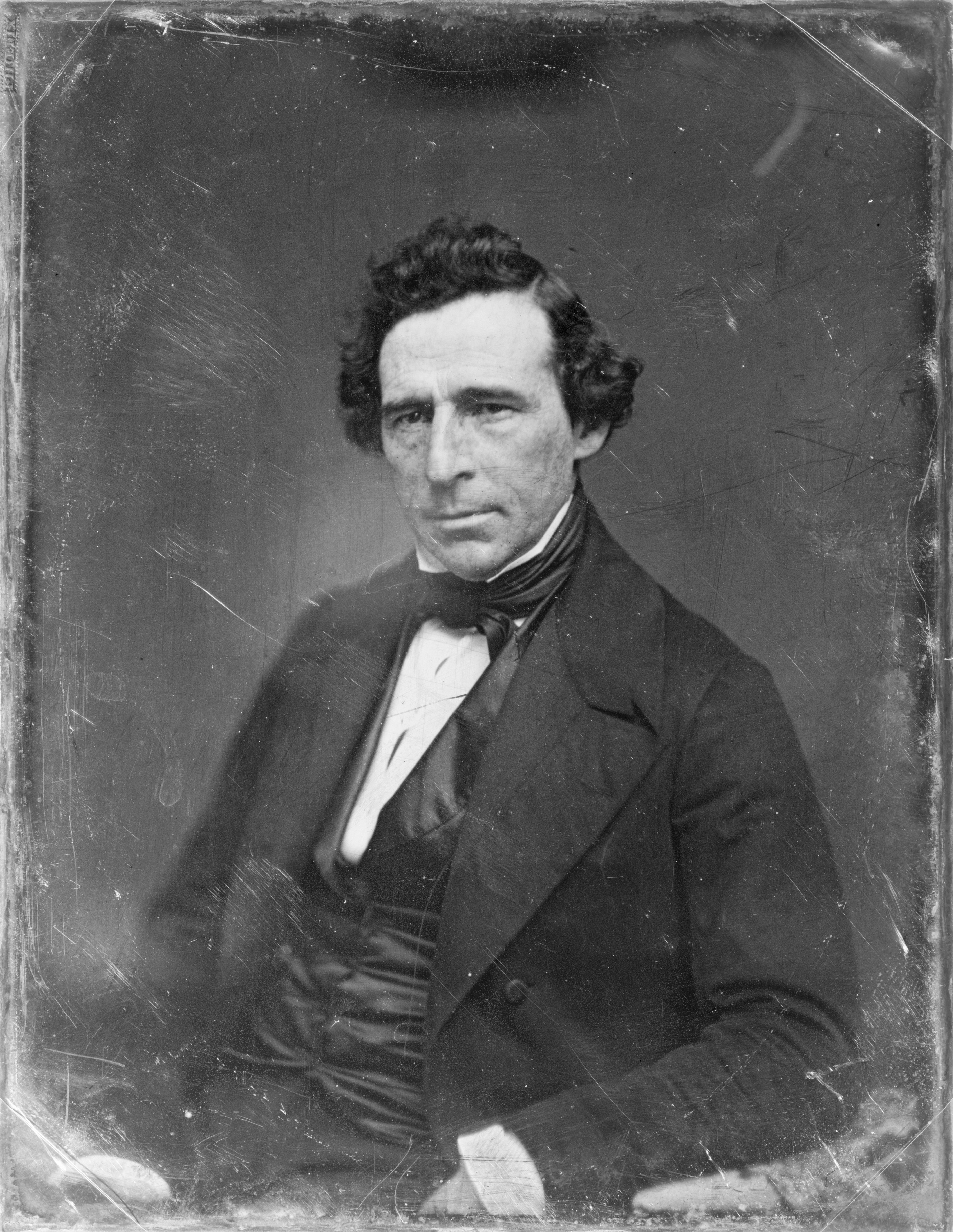
1860년부터 1870년까지 뉴욕 경찰국의 경무 총장을 지낸 존 알렉산더 케네디

1863년 7월 11일 첫 징집이 맨해튼에서 평화롭게 일어났다.  그러나 7월 13일 월요일 두번째 징집은 달랐으며 이것은 게티스버그 전투에서 북군의 승리한지 10일 후였다.

### 월요일:폭력의 첫 날

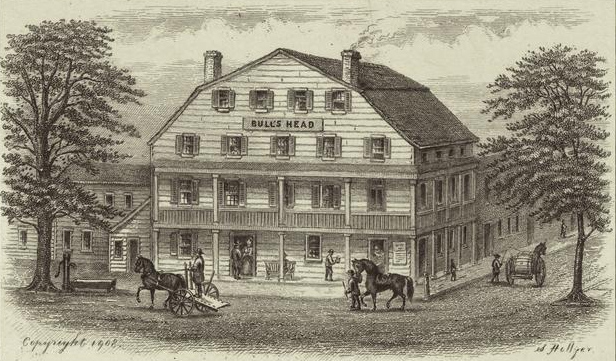
불스 헤드 호텔 (1830년경). 폭도들에게 술을 대접하는 것을 거부한 후 불타버렸다.

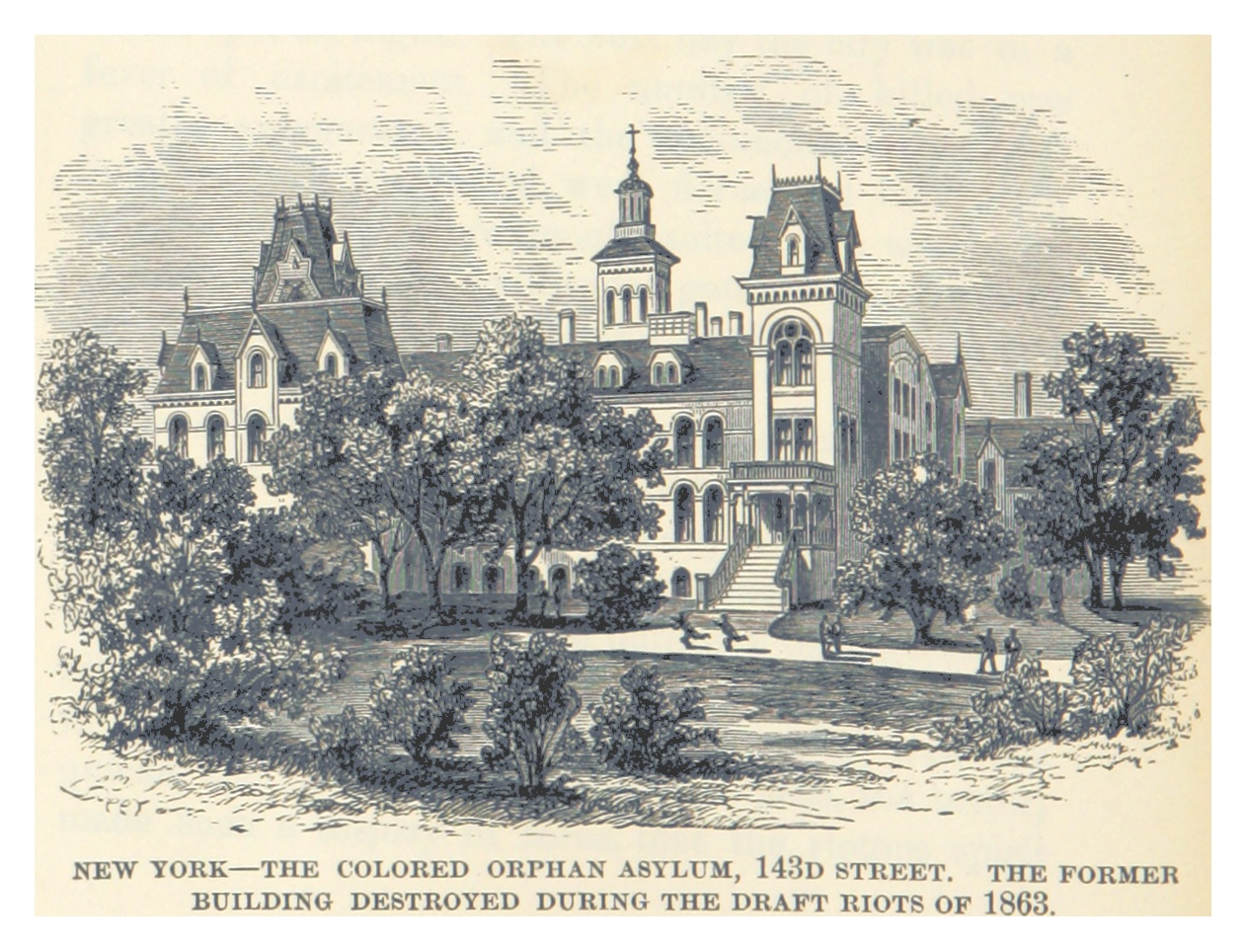
폭도들에게 불타버린 유색인 고아원

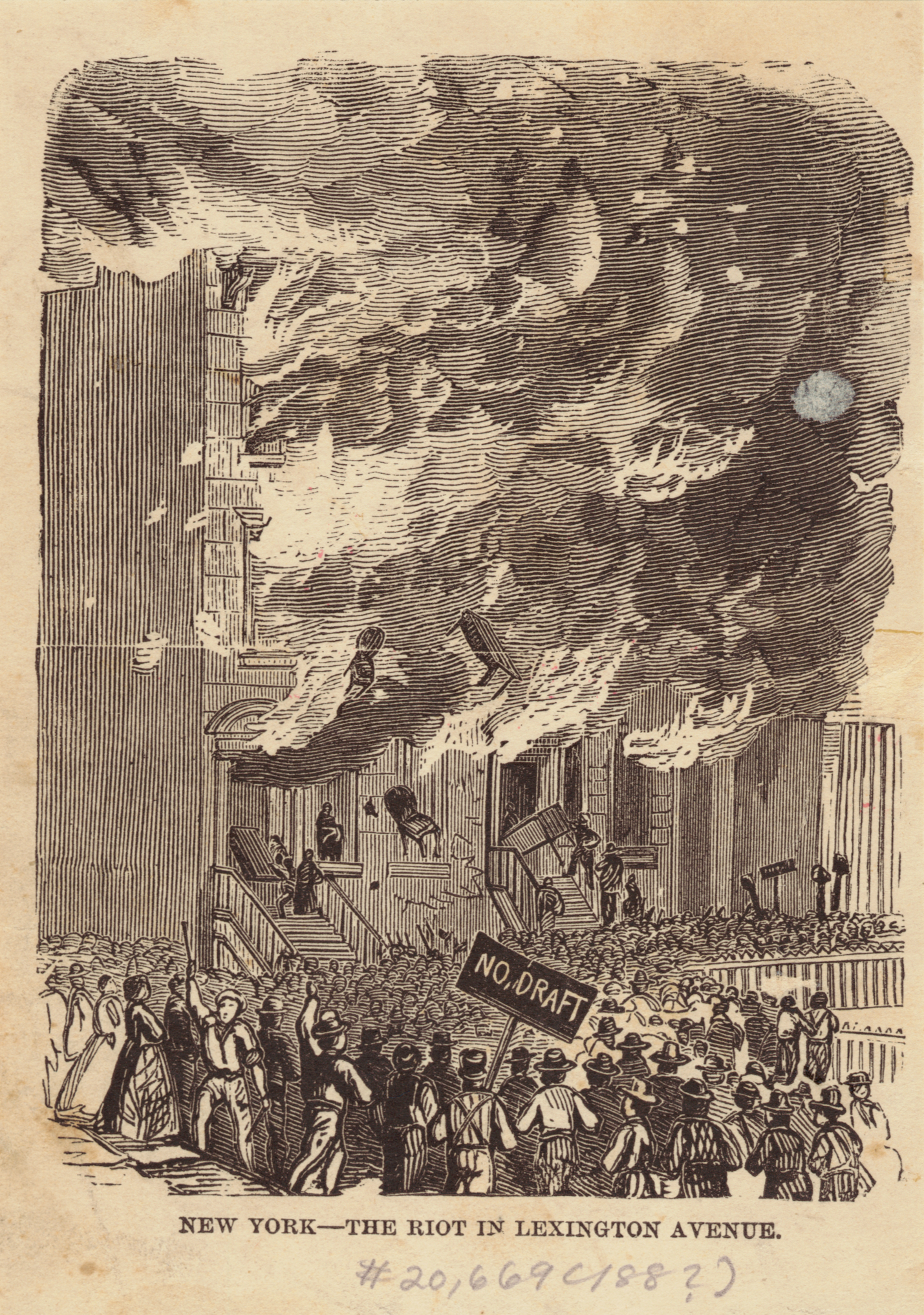
렉싱턴가에 건물을 공격하는 폭도들

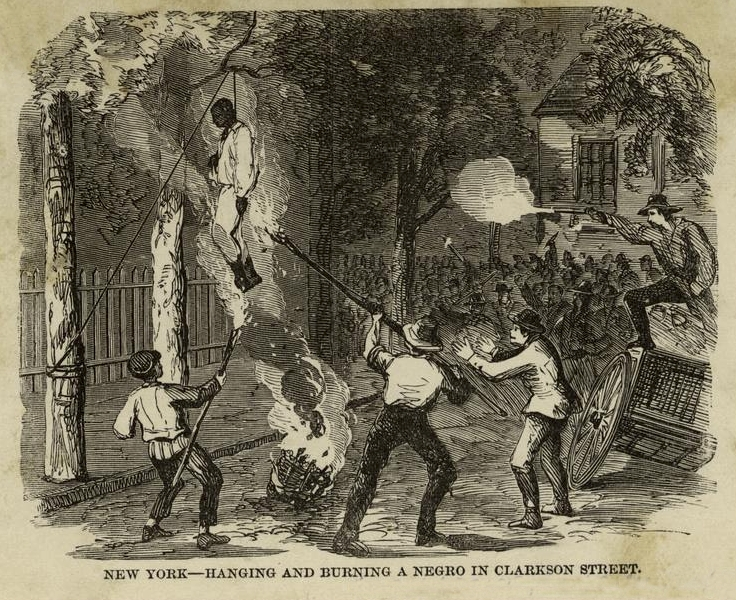
뉴욕 징병거부 폭동이 일어난 동안 화형에 처해진 한 흑인 남성

오전 10시 대략 500명의 화가난 주민들이 징병 사무실을 공격하였다.  이 사무실은 3번가와 47번지 거리에 있었다.  군중들은 자원 소방관들에 의하여 이끌어졌다.  그들은 창문들을 통하여 큰 돌들을 던지고 문을 부수었다.  그러고나서 그들은 건물에 불을 질렀다.  소방관들이 도착했을 때 폭도들은 그들의 차량을 부수었다.  다른이들은 전차들을 끄는 말들을 죽이고 차들을 부수었다.  퍼진 것으로부터 폭동의 소식을 멈추는 데 그들은 전신선을 끊었다.
뉴욕주 방위군은 게티스버그에서 북군에 도움을 주는 데 보내졌다.  그래서 지방 뉴욕 경찰국이 사용 가능한 유일한 힘이었다.  경무 총장 존 알렉산더 케네디는 상황을 확인하러 왔다.  그가 제복 차림이 아니었어도 마저 폭도는 그를 알아보고 공격하였다.  케네디는 심하게 다쳐 그의 얼굴에 멍이 들고, 눈에 부상을 입고 손이 잘렸다.
경찰관들은 그들의 곤봉과 리볼버과 함께 관중들을 멈추려고 했으나 그들은 수적으로 훨씬 열세였다.  그들은 폭동을 멈출 수 없었다.  하지만 그들은 폭동을 유니언 스퀘어 아래 로어 맨해튼 외부로 폭동이 일어나는 것을 막을 수 있었다.  미국 육군 무효 군단에서 온 어떤 군인들은 총격으로 폭도를 멈추려고 했으나 그들도 또한 압도당했다.  많은이들은 부상을 당하고 한명의 군인이 실종되었다.
44번지 거리에 불스 헤드 호텔은 폭도들에게 술을 주려고 하지 않았기 때문에 불에 타버렸다.  5번가에 있는 시장의 저택은 판사 조지 G. 바나드에 의하여 구해졌다.  그러나 대량 500명의 군중들이 그러고나서 약탈하는 데 다른 장소들로 이동하였다.
경찰서들과 다른 건물들이 공격을 당하여 불타버렸다.  뉴욕 타임스의 사무소도 또한 목표물이었다.  창립자 헨리 자비스 레이몬드를 포함한 직원들이 개틀링 건을 이용하여 폭도들을 돌려보냈다.
어떤 소방관들은 폭도들도 또한 징병되었기 때문에 그들에게 동정적이었다.  뉴욕 트리뷴 신문 사무소도 약탈을 당하고 불타버렸다.  경찰이 도착하여 불을 끄고 군중을 흩어지게 했다.  그날 나중에 군중이 무기고를 공격하면서 당국은 한 남성을 총쏘아 죽였다.  폭도들은 포석과 함께 전체의 창문을 깼다.  그들은 또한 많은 흑인 시민들을 공격하여 살해하였다.  그들은 흑인들의 주택과 기업들을 파괴시켰다.  이것은 미국에서 흑인에 의하여 처음으로 소유된 것으로 믿어졌던 제임스 매큔 스미스 약국을 포함하였다.
미드타운 부두 근처에 오랜 긴장이 폭발하였다.  백인 부두 노동자들은 흑인들을 시중들었던 댄스 홀과 집들을 공격하여 파괴시켰다.  그들은 이 기업들의 백인 소유자들의 옷 마저 벗겼다.

### 화요일:주지사가 도착하다
월요일 밤에 폭우가 화재를 끄는 도움을 주었으며 폭도들을 집으로 보내기도 했다.  그러나 군중은 다음 날에 돌아왔다.  폭도들은 교도소 개혁자 애비 기븐스의 저택을 불태웠다.  그들은 혼혈인들을 지지한 백인들을 공격하기도 했다.  이것은 흑인 남성들에게 결혼한 2명의 백인 여성들 앤 데릭슨과 앤 마틴을 포함하였다.
화요일에 뉴욕주지사 호레이쇼 시모어가 도착하여 시청에서 연설하였다.  그는 징병법이 헌법을 반대하는 것이라고 말하면서 군중을 진정시키려고 했다.  존 E. 울 장군이 가까이 있는 요새들로부터 대략 800명의 군인들과 선박을 가져왔다.  그는 또한 방위군들을 뉴욕으로 돌아가도록 명령을 내렸다.

### 수요일:연기된 징병제
7월 15일 상황이 향상되었으며 징병제는 공식적으로 연기되었다.  이 소식이 신문들에 나왔을 때 어떤 폭도들은 집에 머물었다.  그러나 어떤 방위군들은 돌아오기 시작하여 남은 폭도들을 상대로 강한 힘을 사용했다.  폭동은 또한 브루클린과 스태튼아일랜드로 퍼졌다.

### 목요일:명령 회복
명령은 7월 16일에 돌아오기 시작했다.  뉴욕주 방위군과 어떤 연방군들이 뉴욕으로 돌아왔다.  도시에는 몇천명의 방위군과 연방군이 있었다.  최종의 싸움은 그날 저녁에 일어났다.  폭동의 이 마지막 날에 대략 12명이 사망하였다.
신문들은 볼티모어와 필라델피아에서 온 갱들이 뉴욕에 왔다는 것을 보고하였다.  그들은 데드 래비츠 같은 지방 갱들에 가입하였다.

## 여파와 영향
뉴욕 징병거부 폭동이 일어난 동안 정확한 사망자의 수는 완전히 알려지지 않았다.  그러나 역사가 제임스 M. 맥퍼슨은 119명 혹은 120명이 살해되었다고 말한다.  흑인 남성들에 폭력은 특히 부두 근처에서 가혹했다.  총계로 5일 동안 11명의 흑인 남성들이 살해되었다.
많은이들은 부상을 당했다.  가장 현실적인 추정치는 최소한 2,000명이 다쳤다고 말한다.  총 재산 피해는 대략 1백만에서 5백만 달러였다.  이것은 당시 수많은 양의 돈이었다.  도시는 이후에 이 양의 4 분의 1을 갚았다.
역사가 새뮤얼 엘리엇 모리슨은 폭동이 남군을 위한 승리 같았다고 말했다.  대략 4,000명의 연방군이 게티스버그 캠페인으로부터 데려가져야 했다.  이 군인들은 남군을 추격하는 도움을 줄 수 있었다.  폭동이 일어난 동안 지주들은 자신들의 건물들이 파괴될 것에 위협을 느꼈다.  그래서 그들은 흑인 주민들을 강제로 그들의 집들로부터 나가도록 했다.  폭력 때문에 수백명의 흑인들이 뉴욕을 떠났다.  그들은 윌리엄스버그와 뉴저지주 같은 장소들로 이주하였다.
뉴욕에서 부유한 백인들은 흑인 폭동 피해자들을 도왔다.  그들은 흑인들이 새로운 직업과 집들을 찾는 도움을 주었다.  유니언 리그 클럽 같은 그룹들은 2,500명의 피해자들에게 거의 4만 달러를 주었다.  1865년 쯤에 도시에서 흑인 인구는 10,000명 이하로 떨어졌다.  이것은 1820년 이래 최저였다.  폭동은 도시에서 살던 자들을 바꾸었다.  백인 주민들은 직장 내에서 더욱 많은 통치를 얻었다.  그들은 흑인 인구로부터 "명백히 분열"되었다.
8월 19일 정부는 징병제를 다시 시작하였다.  그것은 더욱 많은 문제들 없이 10일 안에 끝났다.  백인 노동자들이 위협을 느꼈던 것보다 적은 남성들이 징병되었다.  전국에서 선택된 750,000명의 남성들 중에 45,000명 만이 현역 복무로 보내졌다.
폭동이 주로 백인 노동자 계층을 연루했던 동안 부유한 뉴욕 시민들은 징병제에 관하여 섞인 느낌을 가졌다.  많은 부유한 민주당 기업인들은 징병제를 비헌법적으로 불리는 데 원했다.  다른 민주당원들은 징병된 자들을 위하여 수수료를 지불하는 도움을 주었다.
1863년 12월 유니언 리그 클럽은 2,000명 이상의 흑인 군인들을 모집하였다.  그들은 흑인들을 훈련시키고 장비하였다.  1864년 3월 이 군인들은 퍼레이드에서 도시를 통하여 행렬하였다.  100,000명의 군중이 그것을 보았다.
북군의 대의를 위한 뉴욕의 지지는 지속되었다.  뉴욕주의 은행들은 남북 전쟁을 위하여 지불하는 도움을 주었다.  주의 산업들은 합쳐진 전체의 남부 주들보다 더욱 많은 생산을 했다.  전쟁의 말기 쯤에 450,000명 이상의 군인, 선원과 방위군들이 뉴욕주에서 왔다.  이것은 당시 가장 인구가 많은 주였다.  뉴욕주에서 온 총 46,000명의 군인들이 전사하였다.  그들은 대부분 상처가 아닌 질병으로 사망하였다.

## 전투 서열:참여 세력

### 뉴욕 메트로폴리탄 경찰국
뉴욕 메트로폴리탄 경찰국은 경무 총장 존 알렉산더 케네디에 의하여 이끌어졌다.  케네디가 심하게 다쳤을 때 청장들 토머스 콕슨 액턴과 존 G. 버겐이 지휘권을 잡았다.  폭동이 일어난 동안 4명의 경찰관이 사망하였다.
| 관할 구역     | 경시장                                | 위치                              | 경찰력                                 | 메모                                |
| ------------- | ------------------------------------- | --------------------------------- | -------------------------------------- | ----------------------------------- |
| 제1관할 구역  | 제이컵 B. 월로우 서장                 | 브로드 스트리트 29번지            | 경사 4명, 순찰 경찰관 63명, 도어맨 2명 |                                     |
| 제2관할 구역  | 너새니얼 R. 밀스 서장                 | 비크먼 스트리트 49번지            | 경사 4명, 순찰 경찰관 60명, 도어맨 2명 |                                     |
| 제3관할 구역  | 제임스 그리어 서장                    | 챔버스 스트리트 160번지           | 경사 3명, 순찰 경찰관 64명, 도어맨 2명 |                                     |
| 제4관할 구역  | 제임스 브라이언 서장                  | 오크 스트리트 9번지               | 경사 4명, 순찰 경찰관 70명, 도어맨 2명 |                                     |
| 제5관할 구역  | 제러미아 페티 서장                    | 레너드 스트리트 49번지            | 경사 4명, 순찰 경찰관 61명, 도어맨 2명 |                                     |
| 제6관할 구역  | 존 주어던 서장                        | 프랭클린 스트리트 9번지           | 경사 4명, 순찰 경찰관 63명, 도어맨 2명 |                                     |
| 제7관할 구역  | 윌리엄 제이미슨 서장                  | 매디슨 스트리트 247번지           | 경사 4명, 순찰 경찰관 52명, 도어맨 2명 |                                     |
| 제8관할 구역  | 모리스 드캠프 서장                    | 우스터 스트리트 126번지           | 경사 4명, 순찰 경찰관 52명, 도어맨 2명 |                                     |
| 제9관할 구역  | 제이컵 L. 세브링 서장                 | 찰스 스트리트 94번지              | 경사 4명, 순찰 경찰관 51명, 도어맨 2명 |                                     |
| 제10관할 구역 | 새디어스 C. 데이비스 서장             | 에섹스 마켓                       | 경사 4명, 순찰 경찰관 62명, 도어맨 2명 |                                     |
| 제11관할 구역 | 존 I. 마운트 서장                     | 유니언 마켓                       | 경사 4명, 순찰 경찰관 56명, 도어맨 2명 |                                     |
| 제12관할 구역 | 세런 R. 베넷 서장                     | 126번지 스트리트 (3번가 근처)     | 경사 5명, 순찰 경찰관 41명, 도어맨 2명 |                                     |
| 제13관할 구역 | 토머스 스티어스 서장                  | 애터니 스트리트                   | 경사 4명, 순찰 경찰관 63명, 도어맨 2명 |                                     |
| 제14관할 구역 | 존 J. 윌리엄슨                        | 스프링 스트리트 53번지            | 경사 4명, 순찰 경찰관 58명, 도어맨 2명 |                                     |
| 제15관할 구역 | 찰스 W. 캐퍼리                        | 머서 스트리트 220번지             | 경사 4명, 순찰 경찰관 69명, 도어맨 2명 |                                     |
| 제16관할 구역 | 헨리 헤든 서장                        | 웨스트 24번지 스트리트 156번지    | 경사 4명, 순찰 경찰관 50명, 도어맨 2명 |                                     |
| 제17관할 구역 | 새뮤얼 브라워 서장                    | 1번가                             | 경사 4명, 순찰 경찰관 56명, 도어맨 2명 |                                     |
| 제18관할 구역 | 존 캐머런                             | 22번지 스트리트                   | 경사 4명, 순찰 경찰관 74명, 도어맨 2명 |                                     |
| 제19관할 구역 | 게일런 T. 포터                        | 59번지 스트리트                   | 경사 4명, 순찰 경찰관 49명, 도어맨 2명 |                                     |
| 제20관할 구역 | 조지 W. 월링                          | 웨스트 25번지 스트리트 212번지    | 경사 4명, 순찰 경찰관 59명, 도어맨 2명 |                                     |
| 제21관할 구역 | 코넬리어스 버딕 경사 (임시 대행 서장) | 이스트 31번지 스트리트 120번지    | 경사 4명, 순찰 경찰관 51명, 도어맨 2명 |                                     |
| 제22관할 구역 | 요하네스 C. 슬롯 서장                 | 47번지 스트리트                   | 경사 4명, 순찰 경찰관 54명, 도어맨 2명 |                                     |
| 제23관할 구역 | 헨리 허칭스 서장                      | 86번지 스트리트                   | 경사 4명, 순찰 경찰관 42명, 도어맨 2명 |                                     |
| 제24관할 구역 | 제임스 토드 서장                      | 뉴욕항                            | 경사 2명과 순찰 경찰관 20명            | 경찰 스팀보트 1호에 본부가 자리잡음 |
| 제25관할 구역 | 세런 코플랜드 서장                    | 멀베리 스트리트 300번지           | 경사 1명, 순찰 경찰관 38명, 도어맨 2명 | 브로드웨이 분대 본부                |
| 제26관할 구역 | 토머스 W. 손 서장                     | 뉴욕 시청사                       | 경사 1명, 순찰 경찰관 66명, 도어맨 2명 |                                     |
| 제27관할 구역 | 존 C. 헴 서장                         | 세다 스트리트 117번지             | 경사 4명, 순찰 경찰관 52명, 도어맨 2명 |                                     |
| 제28관할 구역 | 존 F. 딕슨 서장                       | 그리니치 스트리트 550번지         | 경사 4명, 순찰 경찰관 48명, 도어맨 2명 |                                     |
| 제29관할 구역 | 프랜시스 C. 스페이트 서장             | 29번지 스트리트                   | 경사 4명, 순찰 경찰관 82명, 도어맨 3명 |                                     |
| 제30관할 구역 | 제임스 Z. 보가트 서장                 | 86번지 스트리트와 블루밍데일 로드 | 경사 2명, 순찰 경찰관 19명, 도어맨 2명 |                                     |
| 제32관할 구역 | 앨런슨 S. 윌슨 서장                   | 10번가와 152번지 스트리트         | 경사 4명, 순찰 경찰관 35명, 도어맨 2먕 | 기마경찰                            |

### 뉴욕주 방위군
뉴욕주 방위군은 찰스 W. 샌드퍼드 소장에 의하여 지도되었다.
| 부대          | 사령관                  | 보안  | 사관 | 다른 계급 |
| ------------- | ----------------------- | ----- | ---- | --------- |
| 제65연대      | 윌리엄 F. 베런스 대령   | 401명 |      |           |
| 제74연대      | 왓슨 A. 폭스 대령       |       |      |           |
| 제20독립 포대 | B. 프랭클린 라이어 대위 |       |      |           |

### 북군
존 E. 울 소장이 뉴욕에서 동부의 책임을 맡았고 전쟁 장관 에드윈 M. 스탠턴이 도움을 주는 데 게티스버그로부터 5개의 연대를 보냈다.  폭동이 끝날 무렵에 4,000명 이상의 군인들이 도시에 있었다.
| 부대                           | 사령관                       | 보안  | 사관 | 메모                                                                 |
| ------------------------------ | ---------------------------- | ----- | ---- | -------------------------------------------------------------------- |
| 예비역 군단                    |                              |       |      | 16명 이상 부상, 1명 사망, 1명 실종                                   |
| 미시간 제26자원 의용 보병 연대 | 저드슨 S. 패러 대령          |       |      |                                                                      |
| 뉴욕 제5자원 의용 보병 연대    | 클리블랜드 윈슬로 대령       | 50명  |      | 200명의 지원병                                                       |
| 뉴욕 제7방위군 연대            | 마셜 레퍼츠 대령             | 800명 |      | 게티스버그로부터 재소집                                              |
| 뉴욕 제8방위군 연대            | 찰스 C. 도지 준장            | 150명 |      |                                                                      |
| 뉴욕 제9자원 의용 보병 연대    | 에드워드 E. 자딘 대령 (부상) | 150명 |      |                                                                      |
| 뉴욕 제11자원 의용 보병 연대   | 헨리 오브라이언 대령 (전사)  |       |      | 오브라이언 대령은 당시 모집 중이었음                                 |
| 제11보병연대                   | 에라스머스 D. 케이스 대령    |       |      | 명령을 지키는 데 뉴욕으로 보내졌음                                   |
| 뉴욕 제13자원 기병 연대        | 찰스 E. 데이비스 대령        |       |      | 폭동이 일어난 동안 사망자 2명                                        |
| 뉴욕 제14자원 기병 연대        | 새디어스 P. 모트 대령        |       |      | 전체의 기병 연대들은 이후에 저드슨 킬패트릭 장군에 의하여 지도되었음 |
| 뉴욕 제17자원 의용 보병 연대   | T. W. C. 그로워 소령         |       |      | 4명 실종, 1명 사망, 3명 부상                                         |
| 뉴욕 제22방위군 연대           | 로이드 애스핀월 대령         |       |      |                                                                      |
| 뉴욕 제47방위군 연대           | 제러미아 V. 메서롤 대령      |       |      |                                                                      |
| 뉴욕 제152자원 의용 보병 연대  | 알론소 퍼거슨 대령           |       |      |                                                                      |
| 인디애나 제14보병 연대         | 존 쿤스 대령                 |       |      |                                                                      |

## 대중문화에 나타난 뉴욕 징병거부 폭동
마틴 스코세이지가 감독한 《갱스 오브 뉴욕》의 마지막 장면이 이 폭동 사건을 다루고 있다. 폭동의 전개 과정이나, 당시 상류층의 둔감함의 일면을 볼 수 있다.

## 같이 보기
- 디트로이트 폭동 (1863년)
- 남자만의 병역의무 부과 사건
- 양성평등
- 자유주의
- 남성주의